# Joseph Crockett
Joseph Crockett (n. 16 februarie 1905, Washington, D.C., District of Columbia, SUA – d. 11 iulie 2001, Englewood, Colorado, SUA) a fost un trăgător de tir ce a reprezentat Statele Unite ale Americii, medaliat olimpic. A participat la o ediție a Jocurilor Olimpice (1924) în care a câștigat o medalie de aur.

## Participări
Lista de mai jos prezintă principalele competiții la care a participat Joseph Crockett de-a lungul carierei.
- shooting at the 1924 Summer Olympics – men's team free rifle[*]